# Five grams of perfection
Five Grams Of Perfection är ett rockband från Göteborg som startades 2007 av frontmannen och låtskrivaren Dave Leevine. 
I slutet av 2012 signades bandet av skivbolaget FM Records Sweden. Under 2013 blev bandet nominerade till en Rockbjörn för "Årets bästa hårdrock". I samband med Rockbjörnsnomineringen släpptes deras debutalbum Venomous Habits med singlar som "Rise up", "Cry me a river", "Drowning" och covern på Emmelie de Forests Eurovisionvinnare Only Teardrops. Musikvideon till singeln "Drowning", som regisserades av René U Valdes och där Glenn Hysén innehar en biroll släpptes under 2013. År 2014 började med en akustisk spelning på VIP-premiären av musikalen Rock of ages på Rondo i Göteborg.

## Medlemmar
Nuvarande medlemmar
- Dave Leevine – sång
- Don Kipowski – trummor
- Andrew – rytmgitarr

Tidigare medlemmar
- Stockman Jr – gitarr
- Will Marchesini – gitarr
- Nils Heatlund – trummor
- Face – gitarr

## Diskografi
Studioalbum
- 2013 – Venomous Habits

Singlar
- 2013 – "Rise Up"
- 2013 – "Cry Me a River"
- 2013 – "Only Teardrops"